# Nahverteidigungswaffe

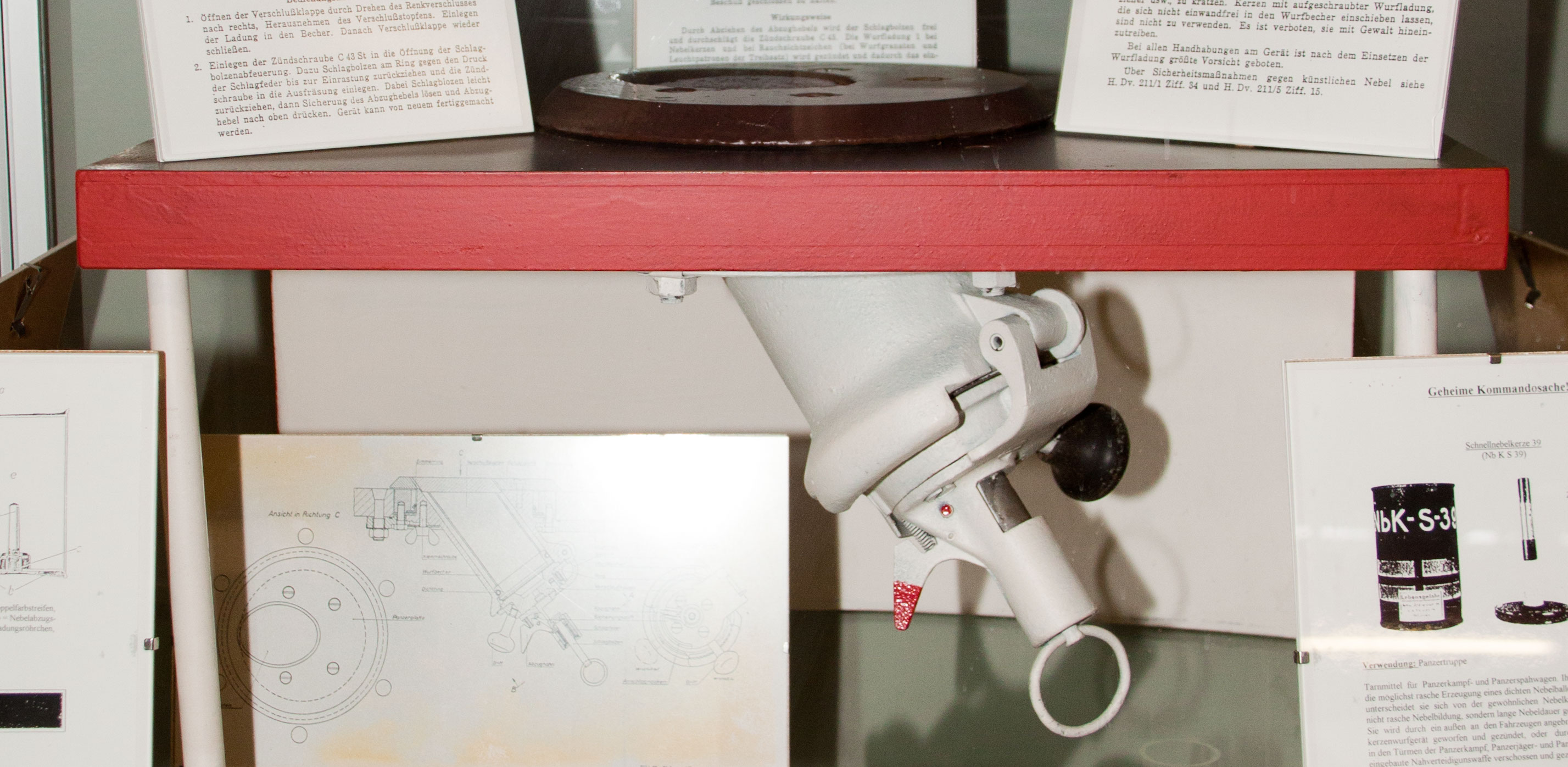
Nahverteidigungswaffe im Panzermuseum Munster

Die Nahverteidigungswaffe war eine Vorrichtung zum Abfeuern von Rauchgranaten, die in deutschen Panzerfahrzeugen in der Endphase des Zweiten Weltkriegs eingesetzt wurde. Sie konnte auch zur Nahbereichsverteidigung durch Verschießen von Sprenggranaten eingesetzt werden.

## Funktion
Die Nahverteidigungswaffe erlaubte es, Rauchgranaten unter Panzerschutz aus dem Inneren des Fahrzeugs abzufeuern. Bei den bis dahin verwendeten, extern angebrachten Nebeltöpfen bestand die Gefahr, dass diese unter feindlichem Beschuss explodierten und der Rauch die eigene Besatzung kampfunfähig machte.
Die Nahverteidigungswaffe bestand aus einem drehbaren Wurfbecher mit 92 mm Durchmesser, der im Innenraum des Panzerfahrzeugs, an einer Öffnung der Oberseite der Wanne oder des Turms, schräg angebracht wurde. Die Hinterseite des Wurfbechers konnte mittels eines Scharniers zum Laden der Granate aufgeklappt werden. Nach dem Laden wurde der Wurfbecher verschlossen und die Zündschraube in einer Aussparung an der Hinterseite des Wurfbechers eingeschraubt. Das Abfeuern erfolgte durch Betätigen des Abzugshahnes am hinteren Ende des Wurfbechers.
Als Rauchgranate wurde die Schnellnebelkerze 39 eingesetzt.
Durch die aufgeklappte Nahverteidigungswaffe konnten aus dem Innenraum des Panzers auch Sprenggranaten oder Leuchtkugeln mit der Kampfpistole abgefeuert werden.

## Einsatz
Die Nahverteidigungswaffe kam erstmals im März 1944 auf dem Tiger I zum Einsatz. Sie wurde danach auch in anderen Panzerfahrzeugen wie dem Panther, Jagdpanther, Tiger II, Sturmgeschütz III und Panzer IV eingesetzt.